# Protezy stomatologiczne
Protezy stomatologiczne – są to protezy stosowane w dentystyce w celu uzupełnienia lub odbudowy brakującego uzębienia. Są wykonywane z metali lub ich stopów (np. z glinu, srebra, kobaltu, niklu, tytanu, rtęci), tworzyw sztucznych i ceramiki.
Zasadniczo dzieli się je na dwie grupy:
1. protezy stomatologiczne ruchome (pacjent może wyciągnąć je z jamy ustnej bez ingerencji lekarza) najczęściej wykonane z akrylu, składają się z płyty obejmującej wyrostki zębodołowe i podniebienie twarde (w protezach częściowych zasięg pola płyty protezy może zostać przez technika znacznie ograniczony) - gdy płyta wykonana jest ze stopu metalu jest to tzw. proteza szkieletowa - oraz osadzonych na płycie zębów (produkowanych fabrycznie); w protezach częściowych osadza się także klamry (doginane z drutu lub lane), utrzymujące tę protezę; dzielimy na:
  - całkowite – stosowane w bezzębiu, odbudowujące całe uzębienie,
  - częściowe – stosowane w częściowych brakach uzębienia, odbudowujące braki w łuku zębowym,
2. protezy stomatologiczne stałe, trwale umocowane w jamie ustnej (pacjent nie jest w stanie włożyć ich i  wyciągnąć z jamy ustnej bez ingerencji lekarza); są to:
  - wkłady koronowe,
  - wkłady koronowo-korzeniowe,
  - zęby ćwiekowe
  - korony protetyczne,
  - licówki,
  - mosty,
  - implanty (na których odbudowuje się koronę zęba).
  - inlay
  - onlay

Stosuje się również pojęcie "protezy stałe tymczasowe" - protezy stałe mocowane tymczasowo (na cemencie tymczasowym) na miejsce protez stałych od momentu opracowania (oszlifowania) zębów do czasu wykonania indywidualnej protezy stałej przez technika.

Przeczytaj ostrzeżenie dotyczące informacji medycznych i pokrewnych zamieszczonych w Wikipedii.